# Pet stebrov islama
Pet stebrov islama označuje pet glavnih dolžnosti, ki jih morajo izpolnjevati vsi muslimani (razen otrok, bolnikov in starejših). Ti stebri so:
- šahada – izpovedovanje vere v enega Boga, Alaha in njegovega preroka Mohameda
- salat – molitev petkrat na dan – pred sončnim vzhodom, opoldne, popoldne, ob sončnem zahodu in ponoči
- zekat – dajanje miloščine revnim in bolnim – običajno 2,5 % posameznikovega premoženja
- saum – popoln post v dnevnih urah ves čas ramadana – od sončnega vzhoda do sončnega zahoda
- hadž – romanje v Meko vsaj enkrat v življenju – oproščeno le bolnim in ljudem brez dohodka

Sunizem in šiizem sta enotna glede bistvenih podrobnosti izvajanja petih stebrov, vendar jih šiizem ne omenja s tem nazivom.